# Torgo (robot)
Torgo es un personaje ficticio que aparece en los cómics estadounidenses publicados por Marvel Comics.

## Historial de publicaciones
Torgo apareció por primera vez en Fantastic Four # 91 y fue creado por Stan Lee y Jack Kirby.

## Biografía ficticia
Torgo es del planeta Maarin (donde toda la vida es robótica), donde fue uno de los primeros robots creados por sus habitantes. Que la raza se extinguió debido a un virus mortal de esporas hace siglos. Fue Torgo que enterró el último habitante del planeta y renombrado Meca.
Torgo fue capturado por los Skrulls de Kral dirigidos por el jefe Barker, donde lo obligaron a servir en sus corrales de gladiadores bajo la amenaza que usarían para destruir a Meca si se negaba a hacer lo que dicen. El poder y la habilidad de torgo le permitió convertirse en el campeón del concurso bajo el jefe de la mafia, Lippy Louie. Él se mantuvo invicto en una larga cadena de combate.
En las mazmorras de los esclavos de Kral, Torgo reunió a la Mole y les dijo que iba a matarlos cuando se trataba de su lucha. Torgo intentó convencer a la Mole que era inútil oponerse a los Skrulls ya que sus rayos hypno y collares de esclavos lo hicieron indefenso. Incluso intentó conseguir a unirse a él en contra de los Skrulls única para atacar a Torgo hasta que los esclavos Skrull tuvieron que detener la pelea. A medida que se acercaban a los esclavistas Skrull, Torgo reveló la amenaza del disruptor de Sonic dirigido a los planetas de origen de los esclavos. Torgo y la Mole luego observaron el primer concurso que estaba entre un Primitoid y un Hombre Gato. A continuación, se llegó a la pelea entre la Mole y Torgo donde intentó conseguir a Torgo para luchar contra los Skrulls, que son los verdaderos enemigos. Durante la pelea, la Mole estaba en desventaja desde que Torgo era más experto en armas que él. Lo consiguió Torgo a su merced y se negó a matarlo. Cuando Torgo se aprovechó de eso, Torgo también se negó a matar a la Mole. En el último momento, el resto de Los 4 Fantásticos llegó a Kral como la Antorcha Humana destruyó el disruptor de Sonic. Posteriormente, Torgo llevó a los esclavos en una rebelión contra sus antiguos amos.
La rebelión de los esclavos de Torgo llevó a la victoria. Volviendo a La Meca, Torgo fue nombrado un héroe y nombrado "el primero entre los iguales de Meca". La Mole y Mr. Fantástico fueron enviados por Alto Evolucionador para encontrar un mundo potencial de Galactus a cambio de que Galactus no consume Contra-tierra. Aunque Meca fue la primera opción, Mr Fantástico y la Mole no podía dejar que Galactus consume el planeta de Torgo ya que estaba lleno de robots inteligentes. Torgo no podía permitir que la Mole y Mr Fantástico para salir por miedo a que le dirán a Galactus de Meca. Tipo de torgo dominado los dos ya la Mole estaba en su forma como Ben Grimm en el momento y que lleva un exosuit de la Mole y los poderes de Mr Fantástico fueron desvaneciéndose. Torgo reveló su plan para convertir a Ben Grimm y Mr Fantástico para convertirlos en Mekkans y los obligan a quedarse. También fue lo suficientemente brillante para revelar la Torre de la vida (que es la fuente de alimentación de todos los Mekkas). Después de Torgo a su izquierda, Ben y Mr Fantástico, escaparon. Mientras que Ben luchó contra Torgo y los Mekkans, Mr Fantástico llegó a la Torre de la Vida. Después de que Ben derrotó a Torgo, Mr Fantástico reveló que había desactivado la Torre de la Vida. Después de la reactivación de la Torre de la Vida, Torgo tomó su acto de buena fe, como una razón para confiar en ellos y les permitió salir.
Después de haber sobrevivido haciéndose pasar por un cadáver, el jefe Barker se tomó la revancha en Torgo y lo decapitó en la que tomó la cabeza como un trofeo. Luego de Boss Barker intentó vengarse de la Mole Esta vez, la Mole fue asistido por Capitán Mar-Vell donde la cabeza de Torgo disparó un láser que cayó Jefe Barker. La Mole y Capitán Mar-Vell tomaron la cabeza de Torgo de nuevo a La Meca, donde fue reconstruido.
Torgo fue reclutado por la emperatriz Dayda de los Sagitarianos para combatir al Maestro Galaxy y su Devastador de Mundos (que era Abominación disfrazado). Antes de salir, Torgo tenía a los ordenadores de rediseñar su cuerpo para hacer lo suficientemente fuerte como para enfrentarse a sus enemigos. Torgo fue acompañado por Amphibion y Dark-orugas donde son incapaces de derrotar a Abomination (cuya fuerza se duplicó de Maestro Galaxy). La Emperatriz Daydra interpuso a Torgo, Amphibion, y Dark-orugas a la Tierra donde se convirtieron en "Hulk-Hunters" para que puedan encontrar a Hulk y conseguir su ayuda para luchar contra el Maestro Galaxy. Cuando se enteraron de Hulk, Torgo, Amphibion y Dark-orugas se encuentran a sí mismos en el lado perdedor de la batalla. Con la ayuda de la emperatriz Daydra, los "Hulk-Hunters" requirió la ayuda de Hulk para combatir a Maestro Galaxy. Torgo más tarde, ha rebautizado como grupo los "Horror-Hunters" donde lucharon al Maestro Galaxy mientras que Hulk luchó contra Abominación. Cuando Hulk fue capaz de derrotar a la Abominación, facultado, se debilitó los escudos del Maestro Galaxy para operar los "Horror-Hunters" para penetrar en él. Cuando el Maestro Galaxy ha teletransportado a Hulk y Abominación de modo que las "Horror-Hunters" puede ser derrotado, Hulk tiene bastante de estar enojado para destruir la galaxia principal y enviar a Abominación en el vacío del espacio.
Torgo más tarde se alió con el Coleccionista que había creado una nave especial para ser protegido de la detección de Galactus. Había otros extranjeros que se unieron a ellos en esa nave. El Aria extranjero trajo a Wolverine a la nave con la intención de liberar a sus "prisioneros". Torgo fue enviado por el cobrador, dejando de Wolverine y dirigió un par de cazadores Sidrian. Los cazadores capturaron a Sidrian Aria como Torgo dejó a Wolverine a un lado para evitar de ayudarlo. Torgo convencido de que Wolverine, que tal vez había oído una versión sesgada de lo que realmente estaba pasando. Torgo fue llamado de nuevo a lado de Coleccionista como Torgo dejó a Wolverine con los otros habitantes que son bastante hostil hacia Wolverine. Después de que Wolverine estalló, Torgo acompañó al Starjammers en un esfuerzo por recuperar de él. Wolverine y los esfuerzos de Aria terminaron rompiendo la red eléctrica principal de la nave que permitió a Galactus para descubrir la nave. Cuando se produjo un éxodo masivo en la nave, Torgo permanecieron en el barco del Coleccionista con la esperanza de que puede ralentizar a Galactus. Wolverine y Aria se unieron a Torgo en un esfuerzo para destruir el convertidor de energía de Galactus. Incluso cuando Galactus frustrado todos los demás esfuerzos, Torgo negó a llevarse el Starjammers y continuó libra en el convertidor de energía hasta que Galactus se lanza al espacio.

## Poderes y habilidades
Torgo posee una fuerza sobrehumana y durabilidad en la que se compone de un metal desconocido.El fue creado por la gente del planeta Mekka antes de que fueran asesinados por una plaga, convirtiendo a sus robots en los únicos habitantes del planeta.Más tarde, Torgo se unió a los Devastadores.
Como un luchador experimentado, su arma de elección es un personal de combate que tiene un rectángulo en un extremo que se puede utilizar para ahogar sus oponentes o electrocutar ellos.

## En otros medios

### Televisión
- Torgo aparece en la primera temporada de Avengers Assemble, episodio "Mundo Mojo", con la voz de Roger Craig Smith.[17]Esta versión es inicialmente un gladiador en la nave de Mojo, donde él es el gran luchador. Luchó contra Hawkeye y Hulk dos veces durante esta pelea. Él golpea a Hulk a través de una pared y en el espacio, haciendo que Hulk este atrapado en el vacío y la falta de aire; unos minutos más tarde, cuando Hulk regresa, Torgo golpea en él completamente inconsciente de un puñetazo. Después de que los Vengadores liberan a los esclavos y Mojo se retira en su derrota, Torgo afirma que los Vengadores que se llevará a sus compañeros de prisión de vuelta a sus mundos y luego volver a casa para que puedan tener una recompensa colocada en capturar a Mojo.